# 카더라
카더라는 “○○가 ~라고 하더라” 식으로 정확한 근거가 부족한 소문을 추측 사실처럼 전달하거나, 그런 소문을 의도적으로 퍼트리기 위한 행위, 추측성으로 만들어진 억측 또는 소문을 말한다.
이렇게 전해진 말들은 정보출처의 신빙성 자체가 떨어지거나 아예 정보의 출처가 불명확한 경우 정확한 사실 관계를 알기 힘든 경우가 많다. 이러한 소문은 그 출처로 '업계 관계자', '모인' 혹은 '아는 사람', '어느 잡지', '언젠가 본 기사', '예전에 본 방송' 등의 모호한 출처를 사용해 나름의 신빙성을 부여하려는 것이 특징이다. 그런 출처를 AP나 로이터 같이 주로 인용되는 통신사에 빗대어 카더라 통신이라고 부른다. 
카더라 통신은 정치적인 목적의 발언이나 언론 보도부터 악의적인 비방을 위한 인터넷 댓글에까지 사용된다.
이러한 근거를 모르는 소문은 일반 대중에 의해 상식적으로 또는 경험적으로 그럴 개연성이 높다는 이유만으로 사실로 받아 들여지곤한다. 이러한 소문은 억측인 경우가 많지만 때론 사실로 드러나기도 한다.
“~라 카더라”는 “~라 하더라”의 동남 방언으로, 이런 식의 소문은 또한 종종 “~ 아니면 말고” 식의 표현과 함께 쓰인다. 이것은 정치인 등이 ‘카더라’ 통신을 근거로 특정인을 비방하는 의혹을 제기했다가, 나중에 사실이 아닌 것으로 드러나면 무책임하게 발뺌하는 태도와 관련이 있다.
특히 저널리즘의 세계에서 이러한 ‘카더라’ 식의 보도는 경계되고 있는데 이것은 사실만을 보도해야 하는 언론 보도의 원칙을 위배하는 것이기 때문이다. 하지만 실제로는 신문·방송 등 보도 매체들이 신뢰성 있는 정보원(情報源)과 사실 관계를 확인하지 않고 내는 오보 사례가 많이 나타나고 있다.
이는 카더라 통신이 실제 존재하지 않는 통신임을 알 수 있다.(또한 어디에서부터 카더라가 시작되었는지도 모른다)

## 같이 보기
다음은 ‘카더라’와 관련 있는 개념 또는 용어이다.
- 소문
- 묻지마
- 유언비어
- 억측
- 괴담
- 엑스파일
- 찌라시